# Jacques Pollet
Jacques Pollet (n. 2 iulie 1922, Roubaix – d. 16 august 1997, Paris) a fost un pilot francez de Formula 1 care a evoluat în Campionatul Mondial între anii 1954 și 1955.
1. 1 2 3 4  Fichier des personnes décédées mirror, accesat în 9 iunie 2021